# Yingshang

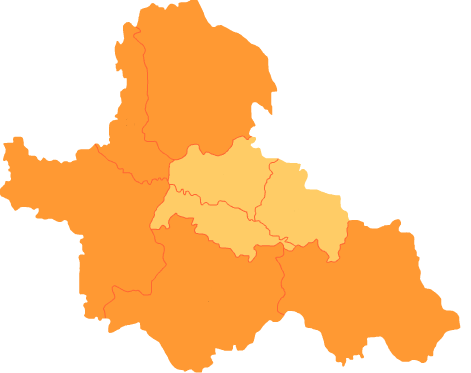
Lage des Kreises Yingshang im Gebiet der bezirksfreien Stadt Fuyang

Der Kreis Yingshang (chinesisch 颍上县, Pinyin Yǐngshàng Xiàn) ist ein Kreis im Nordwesten der chinesischen Provinz Anhui. Er gehört zum Verwaltungsgebiet der bezirksfreien Stadt Fuyang. Yingshang hat eine Fläche von 2.004 km² und 1.287.000 Einwohner (Stand: Ende 2018).